# قبار براسي
قبار براسي (الاسم العلمي:Capparis brassii) هو نوع من النباتات يتبع جنس القبار من الفصيلة القبارية.